# قطعه ۲۴ بهشت زهرا
قطعهٔ ۲۴ بهشت زهرا مدفن بسیاری از مسئولان، نظامیان بلندپایه و افراد سرشناس ایرانی است که در طول انقلاب ایران  و جنگ ایران و عراق درگذشتند. آرامگاه شهدای هفتم تیر نیز در این قطعه واقع شده است.

## فهرست مدفونان سرشناس
نام‌های بعضی از دفن شدگان سرشناس بدین شرح می‌باشد:
| نام                | تاریخ و محل تولد              | تاریخ و محل مرگ                              | اطلاعات بیشتر                                                                 |
| ------------------ | ----------------------------- | -------------------------------------------- | ----------------------------------------------------------------------------- |
| احمد کشوری         | تیرماه ۱۳۳۲ / کیاکلا،مازندران | آذر ۱۳۵۹/تنگه بینا منطقه میمک در استان ایلام | فرمانده هوانیروز استان کرمانشاه                                               |
| مصطفی چمران        | خرداد ۱۳۱۱/تهران              | خرداد ۱۳۶۰/منطقه دهلاویه در استان خوزستان    | وزیر دفاع در دولت موقت مهدی بازرگان-نماینده روح الله خمینی در شورای عالی دفاع |
| حسن اقارب پرست     | اردیبهشت ۱۳۲۵/اصفهان          | ۲۵ مهر ۱۳۶۳                                  | معاونت فرماندهی لشکر ۹۲ زرهی اهواز                                            |
| علی خلیلی          |                               |                                              |                                                                               |
| محمدعلی رجایی      | ۱۳۱۲/قزوین                    | ۸ شهریور ۱۳۶۰                                | دومین رئیس جمهور ایران                                                        |
| جواد فکوری         |                               |                                              |                                                                               |
| حسن باقری          |                               |                                              |                                                                               |
| سید عباس جولایی    | ۱۳۳۲/اصفهان                   | ۱۴ خرداد ۱۳۶۵                                | فرمانده مهندسی رزمی سپاه                                                      |
| محمدجواد باهنر     | ۱۳۱۲/کرمان                    | ۸ شهریور ۱۳۶۰                                | سومین نخست وزیر پس از انقلاب                                                  |
| علی‌اصغر وصالی      |                               |                                              |                                                                               |
| محمد بروجردی       |                               |                                              |                                                                               |
| محمدصادق اسلامی    |                               |                                              |                                                                               |
| سید حسن آیت        |                               |                                              |                                                                               |
| علیرضا توکل شعار   |                               |                                              |                                                                               |
| محمدجواد تندگویان  | ۳ مهر ۱۳۵۹                    | ۱۳۶۸ زندان‌های عراق                           | وزیر نفت جمهوری اسلامی ایران                                                  |
| محمد جهان‌آرا       |                               |                                              |                                                                               |
| محمد باقری         |                               |                                              |                                                                               |
| غلامعلی رشید       |                               |                                              |                                                                               |
| مهدی ربانی         |                               |                                              |                                                                               |
| غلامرضا محرابی     |                               |                                              |                                                                               |
| رحمان دادمان       |                               |                                              |                                                                               |
| حسن عباس‌پور        |                               |                                              |                                                                               |
| علی غیوراصلی       |                               |                                              |                                                                               |
| حسین فهمیده        |                               |                                              |                                                                               |
| محمد کچوئی         |                               |                                              |                                                                               |
| اسدالله لاجوردی    |                               |                                              |                                                                               |
| موسی نامجو         |                               |                                              |                                                                               |
| کامران نجات‌اللهی   |                               |                                              |                                                                               |
| رضا چراغی          |                               |                                              |                                                                               |
| علیرضا موحد دانش   |                               |                                              |                                                                               |
| یوسف کلاهدوز       |                               |                                              |                                                                               |
| عباس کریمی         |                               |                                              |                                                                               |
| مهدی شاه آبادی     |                               |                                              |                                                                               |
| مجتبی هاشمی        |                               |                                              |                                                                               |
| حسن تهرانی مقدم    | ۶ آبان ۱۳۳۸/تهران             | ۲۱ آبان ۱۳۹۰/بیدگنه،ملارد                    | ریاست سازمان جهاد خودکفایی سپاه - «معروف به پدر موشکی ایران»                  |
| رستم قاسمی         | ۱۵ اردیبهشت ۱۳۴۳              | ۱۷ آذر ۱۴۰۱                                  | اولین وزیر راه و شهرسازی در دولت سیزدهم جمهوری اسلامی ایران                   |
| محمدهادی حاج رحیمی | ۱۳۴۱/تهران                    | ۱۳ فروردین ۱۴۰۳/دمشق                         | معاون هماهنگ کننده نیروی قدس سپاه                                             |